# Erinnerungsmedaille für die Freiwilligen aus der Provinz Limburg
Die Erinnerungsmedaille für die Freiwilligen aus der Provinz Limburg wurde im Jahre 1790 von Kaiser Leopold II. gestiftet und war zur Auszeichnung derer gedacht, die während des Aufstandes im selben Jahr in der seinerzeit zu Österreich gehörenden Provinz Limburg sowie im Krieg gegen Frankreich im Jahre 1792/93 kämpften.
Für Offiziere ist die runde Medaille aus Gold, für Unteroffiziere und Mannschaften aus Silber. Sie zeigt das nach rechts gewandte Profil des Stifters mit der Umschrift LEOPOLDVS·II·AVG·DVX·LIMBVRGI· (Kaiser Leopold II., Herzog von Limburg). Auf der Rückseite von einem Kranz aus Lorbeer- und Eichenblättern gebildet, die sechszeilige Inschrift FIDIS·FORTIBVSQVE·VOLVNTARIIS·LIMBVGENSIBVS· PALMA·MDCCXC· (Den treuen und tapferen limburgischen Freiwilligen die Palme 1790).
Getragen wurde die Auszeichnung an einem ponceauroten Band mit zwei kornblumenblauen Seitenstreifen durch das Knopfloch oder auf der linken Brust.